# Lorabela
Lorabela é um gênero de gastrópodes pertencente a família Mangeliidae.

## Espécies
- Lorabela davisi (Hedley, 1916)
- Lorabela glacialis (Thiele, 1912)
- Lorabela pelseneeri (Strebel, 1908)
- Lorabela plicatula (Thiele, 1912)

Espécies trazidas para a sinonímia
- Lorabela bathybia (Strebel, 1908): sinônimo de Pleurotomella bathybia Strebel, 1908
- Lorabela notophila (Strebel, 1908): sinônimo de Strebela notophila (Strebel, 1908)